# Vratsa (província)
Vratsa ou Vraca (búlgaro: Враца) é um distrito da Bulgária. Sua capital é a cidade de Vratsa.

## Municípios
| Nome          | População (censo 2001) |
| ------------- | ---------------------- |
| Borovan       | 7.150                  |
| Byala Slatina | 31.292                 |
| Vratsa        | 85.218                 |
| Kozloduy      | 24.367                 |
| Krivodol      | 12.274                 |
| Mezdra        | 25.879                 |
| Mizia         | 9.605                  |
| Oryahovo      | 15.042                 |
| Roman         | 8.148                  |
| Hayredin      | 6.985                  |